# Prix de Saint-Lievin-Esse
Le Prix de Saint-Lievin-Esse est une course cycliste belge, disputée de 1944 à 1965. L'épreuve de 1944 était classée comme critérium.

## Palmarès
| Année | Vainqueur               | Deuxième                | Troisième           |
| ----- | ----------------------- | ----------------------- | ------------------- |
| 1944  | Desiré Stadsbader       | August Van Gaever       |                     |
| 1952  | Frans Leenen            | Roger Peiremans         | Ghislain Leclercq   |
| 1953  | Guillaume Hendriks      | Ghislain Leclercq       | Urbain Proot        |
| 1954  | Liévin Lerno            | Robert Vanderstockt     | André Blomme        |
| 1955  | Jan Adriaensens         | Edmond Van Heghe        | Rik Luyten          |
| 1956  | Jozef Schils            | Pierre Machiels         | Julien Cools        |
| 1957  | Edgard Sorgeloos        | Jan Laroye              | René Mertens        |
| 1958  | André Auquier           | Pieter Van Der Plaetsen | Pierre Machiels     |
| 1959  | Michel Van Aerde        | Roger Molenaers         | Roger De Clercq     |
| 1960  | Edgard Sorgeloos        | Michel Van Aerde        | Émile Daems         |
| 1961  | Jozef Schils            | Georges Mortiers        | Norbert Kerckhove   |
| 1962  | Piet Oellibrandt        | Leon Van Daele          | Clément Roman       |
| 1963  | Joseph Bosmans          | Maurice Meuleman        | Georges Volckaert   |
| 1964  | Robert Vandecaveye      | Norbert Kerckhove       | Willy Van Driessche |
| 1965  | Gustaaf Van Vaerenbergh | Jozef Janssens          | Urbain De Brauwer   |